# Песчаная (Иркутская область)
Песча́ная (Песча́нка) — посёлок на острове Ольхон, входит в Хужирское муниципальное образование Ольхонского района Иркутской области.

## География
Находится к северо-востоку — в 12 км от села Харанцы, и в 20 км от центра сельского поселения — посёлка Хужир. Вблизи Песчаной ведётся лов рыбы, главным образом байкальского омуля. В летнее время работает закусочная.

## Население
| 2002 | 2010 | 2011 | 2012 |
| ---- | ---- | ---- | ---- |
| 2    | ↗8   | →8   | ↗11  |